# Štefan Baler
Štefan (Števan) Baler (madžarsko Ballér István) slovenski evangeličanski duhovnik, pesnik, pisatelj, kantor-učitelj, nadzornik šole in dekan v Šomodski županiji na  Madžarskem, * 28. avgust 1760, Lončarovci, † 2. april 1835, Porrogszentkirály.
Rodil se je v Slovenski okroglini (danes Prekmurje in Porabje). V osnovno šolo je najprej hodil v Őrségu, v Szentgyörgyvölgyu, potem v Čobinu (Nemescsó) pri Kisegu. Šolanje je nadaljeval in končal v Šopronu. Bil je kantor in učitelj v Kissomlyóju, v Železni županiji. Od leta 1784 je delo opravljal v Somogyu, v Porogu (Porrogszentkirály), od leta 1805 pa je bil dekan in šolski nadzornik v županiji.
V Somogyu so v 19. stoletju prepovedali uporabo prekmurskega jezika, vendar je Baler do konca maševal v prekmursčini, tudi pisal pesmi in učne snovi.